# صوفلو
صوفلو روستایی است که در استان اردبیل، شهرستان کوثر، بخش فیروز، دهستان زرج‌آباد قرار دارد.
صوفلو در یک  ناحیه کوهستانی در جنوب استان اردبیل واقع شده است . این ناحیه حدفاصل ارتفاعات تالش در شرق و قافلان داغی در غرب و بین استان های اردبیل ، آذربایجان شرقی و زنجان واقع شده است.

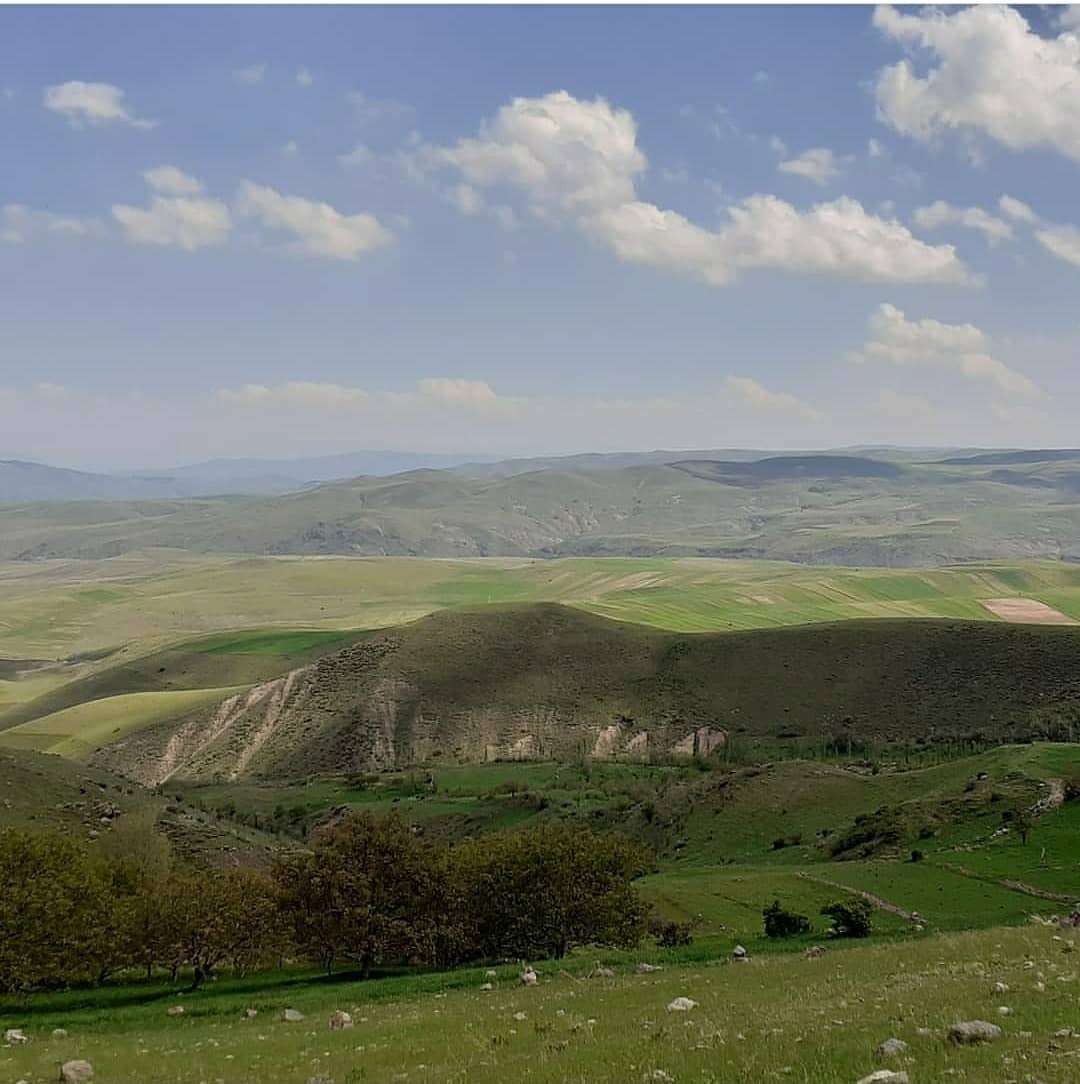

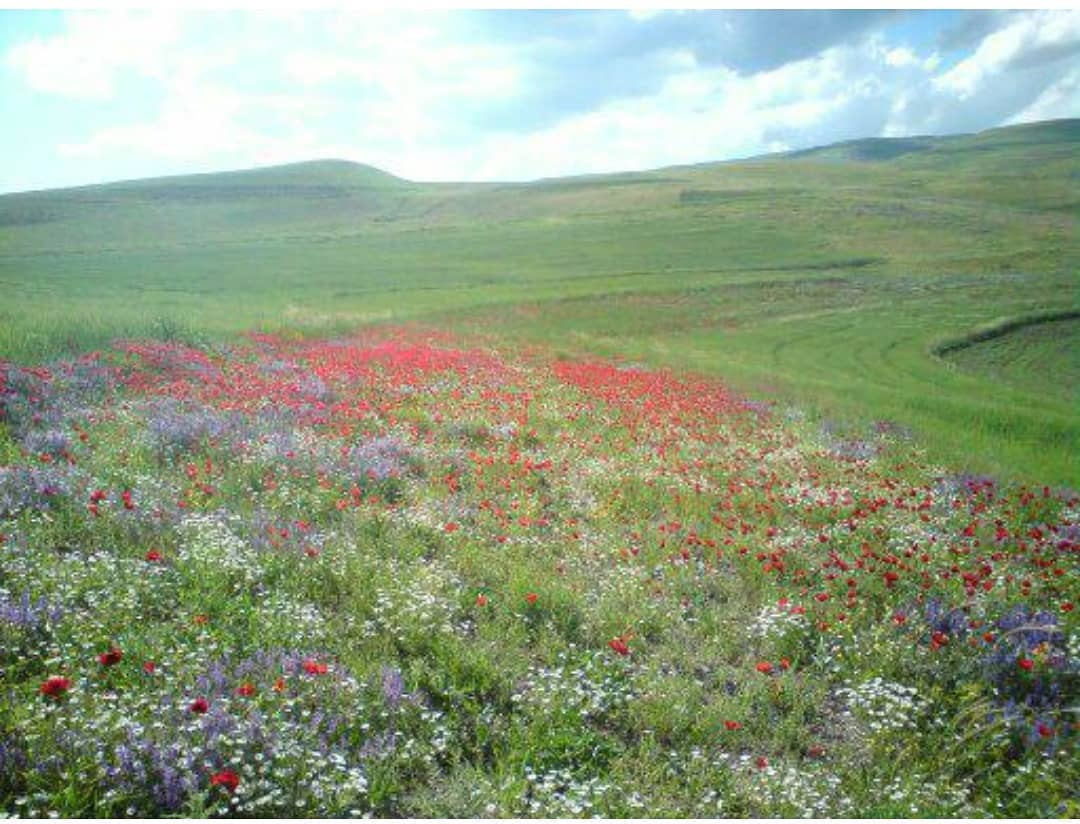

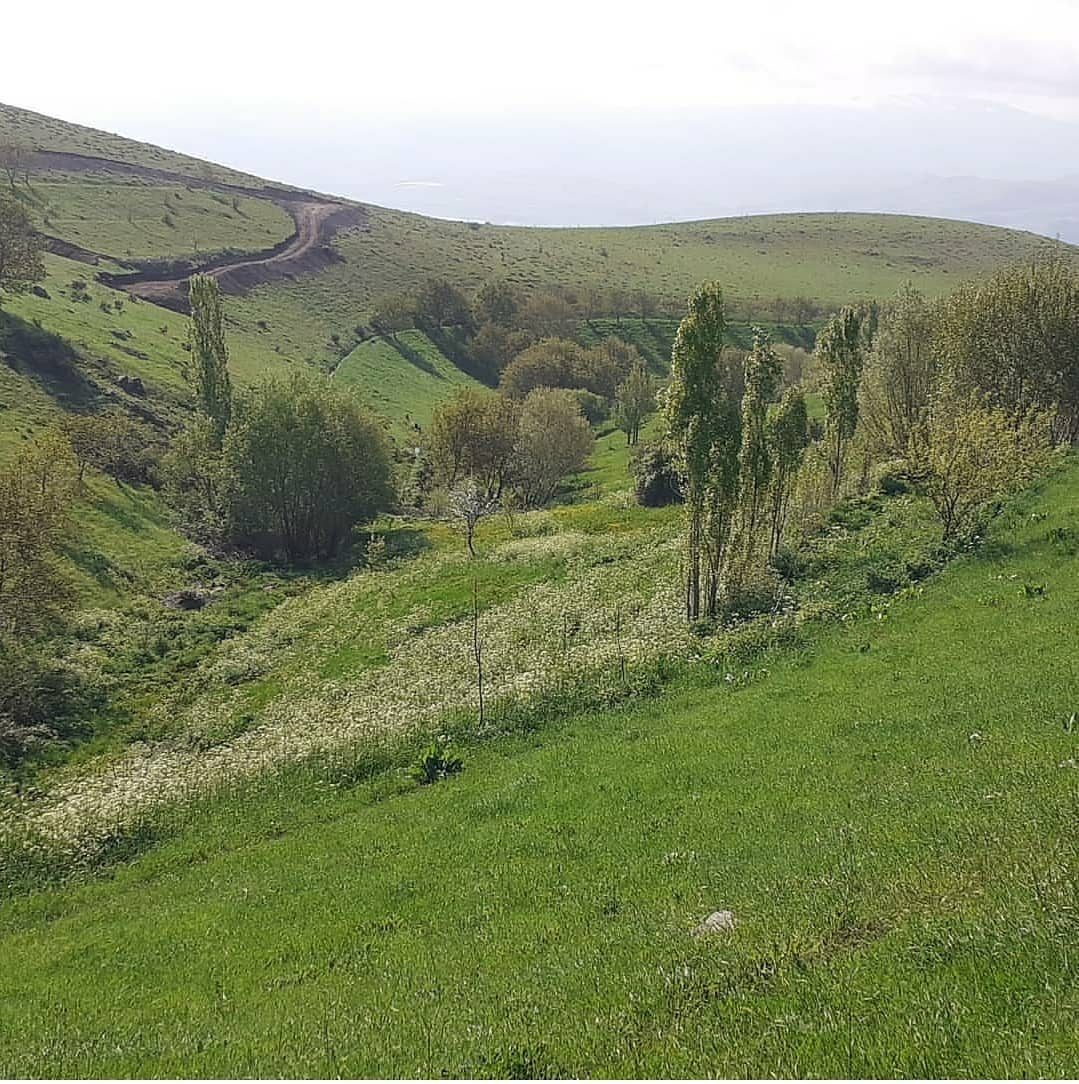

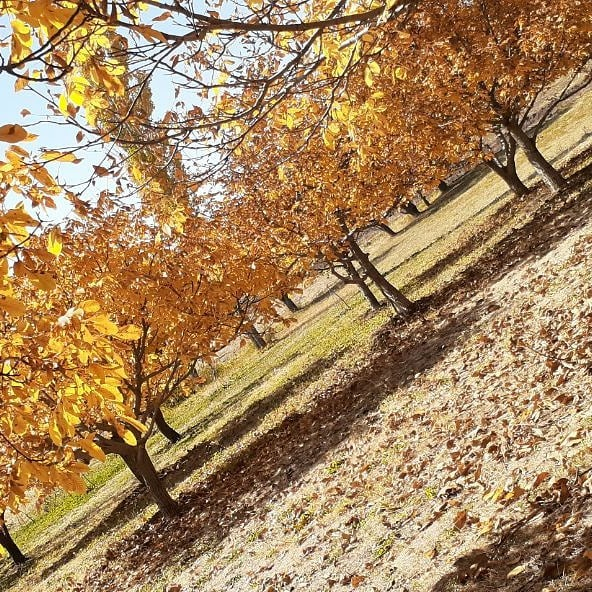

## جمعیت
بر اساس سرشماری سال ۱۳۸۵ جمعیت این روستا ۲۵۹ نفر با ۵۸ خانوار بوده‌است. در آخرین سرشماری در سال ۱۳۹۵ جمعیت روستا به ۱۴۲ نفر کاهش داشته است. زبان مردم تورکی آزربایجانی است .   
کاهش میزان باروری و موالید در سالهای اخیر ، بالا بودن نرخ مهاجرت در شهرستان خلخال بویژه مناطق روستایی به دلیل بالا بودن نرخ بیکاری و عدم تعادل عرضه و تقاضای نیروی کار، از دلایل رشد منفی جمعیت این ناحیه است .

## امکانات روستای صوفلو

### امکانات طبیعی
قابل کشت بودن اراضی پیرامون روستا در صورت تامین آب و سایر نهاده های کشاورزی 
موقعیت مناسب ناحیه از نظر گذراندن اوقات فراغت بویژه در فصل بهار و تابستان با توجه به تعدیل هوا و سرسبزی نسبی 

### امکانات اجتماعی
از آنجایی که این ناحیه مهاجر فرست میباشد و نرخ مهاجرت در کل ناحیه منفی است این امر اثر موالید را در ۳۰ سال اخیر خنثی کرده است .  به لحاظ اینکه خلخال یکی از نواحی کم برخوردار استان و کشور به شمار میرود و با محدودیت های اقتصادی بویژه کشاورزی و عدم سرمایه گذاری در بخش توسعه ، صنعت  ، کشاورزی و کمبود خدمات مواجه است ، نبود فرصت های شغلی در بخش کشاورزی،   صنعت و خدمات برای جمعیتی که به سن فعالیت می رسند ، موجب گردیده که مهاجرت در داخل ناحیه و بخصوص به خارج ناحیه در مقیاس وسیعی صورت گیرد . 